# Cle Elum
Cle Elum, rijeka u američkoj državi Washington, duga oko 45 kilometara. Izvore u Kaskadnom gorju, i teče na jug gdje se ulijeva u Yakimu. Na svome putu od izvora kod najvišeg vrha na Cascadama, Mount Daniel, priključuju joj se kraći tokovi Waptus River i Cooper River, te prolazi kroz jezero Cle Elum na kojem je 1933. izgrađena 165 stopa (50 m) visoka brana Cle Elum Dam, za potrebe navodnjavanja. Dalje na jug teće prema istoimenom gradu u okrugu Kittitas, gdje će svoje vode uliti u Yakimu.
Omiljeno je odredište za rafting i kajakaštvo; njegovo ime potječe od Yakima fraze tie-el-lum, što znači "brze vode".

## Vanjske poveznice
|  | Zajednički poslužitelj ima još gradiva o temi Cle Elum |